# Valve Corporation
Valve Corporation, cunoscut și ca Valve Software, este o companie americană dezvoltatoare, editură de jocuri video și de distribuție digitală cu sediul în Bellevue, Washington. Este dezvoltatorul platformei software interactiv de distribuție Steam și a francizelor de jocuri video Half-Life, Counter-Strike, Portal, Day of Defeat, Team Fortress, Left 4 Dead și Dota.
Valve a fost fondat în 1996 de foștii angajați ai Microsoft Gabe Newell și Mike Harrington. Jocul lor de debut, first-person shooter-ul (FPS) Half-Life (1998), a fost un succes critic și comercial și a avut o influență durabilă în genul FPS. Harrington a părăsit compania în 2000. În 2003, Valve a lansat Steam, urmat de Half-Life 2 (2004), continuările episodice Half-Life 2: Episode One (2006) și Episode Two (2007), jocurile multiplayer Team Fortress 2 (2007) și Left 4 Dead (2008), jocurile puzzle Portal (2007) și Portal 2 (2011) și jocul multiplayer online battle arena Dota 2 (2013).
În anii 2010, Valve a lansat mai puține jocuri și a experimentat cu hardware și realitate virtuală (VR). Ei au intrat pe piața hardware în 2015 cu Steam Machine, o linie de computer de gaming, care s-au vândut prost, și a lansat HTC Vive și Valve Index VR headsets. Ei s-au întors la seria Half-Life în 2020 cu Half-Life: Alyx, jocul lor VR emblematic. În 2022, Valve a lansat Steam Deck, un sistem de jocuri video portabil.
Valve utilizează o structură plată, unde salariații decid ce să lucreze pentru fiecare. Ei dezvoltă jocuri prin playtesting și iterație, descriind designul de jocuri ca un fel de psihologie experimentală. Din 2012, Valve a angajat peste 250 de oameni și a avut o valoare presupusă de 3 miliarde de $. Majoritatea veniturilor lui Valve vin din Steam, care controlează peste jumătate din piața de jocuri digitale PC în 2011 și a generat un estimativ de 3 4 miliarde de $ în 2017.